# Terry Cashman
Terry Cashman, né Dennis Minogue le 5 juillet 1941 à New York, dans l'État de New York aux États-Unis, est un auteur-compositeur-interprète américain, principalement connu pour sa chanson de 1981, Talkin' Baseball.